# Уряд Едуардо Ріделя
Уряд Едуардо Ріделя стане періодом у політичній історії Мату-Гросу-ду-Сул, який розпочнеться з інавгурації Едуардо Ріделя на посаду губернатора Мату-Гросу-ду-Сул 1 січня 2023 року після перемоги над Ренаном Контаром на виборах 2022 року. Його планується завершити 1 січня 2027 року.
Його інавгурація відбудеться 1 січня 2023 року в Законодавчій асамблеї Мату-Гросу-ду-Сул, у той самий день, що і Луїс Інасіу Лула да Сілва, який став президентом Бразилії.

## План уряду
У сфері освіти він має намір розширити школи повного дня та впровадити Кваліфікаційний ваучер, щоб розширити можливості людей для зв'язку з ринком праці.
Однією з пропозицій Едуардо щодо охорони здоров'я є створення поліклінік у чотирьох регіонах охорони здоров'я з послугами візуалізації та багатопрофільним блоком допомоги для нейропсихомоторної підтримки, спрямованої на генетичні, хронічні, дегенеративні захворювання та інтелектуальні розлади (аутизм). Він також хоче розширити використання телемедицини, біоелектронної медицини та штучного інтелекту, зміцнюючи інтерфейс між охороною здоров'я та наукою.

## Кабінет
Оголошено 11 секретарів, на цей час заявлено 5 секретарів:  
- Флавіо Сезар, міністр фінансів [7]

- Едуардо Роча: Цивільний будинок [7]

- Ана Кароліна Алі: Генеральний прокурор [7]

- Ана Кароліна Нардес: секретар адміністрації [7]

- Хеліо Пелуффо: Державний секретаріат інфраструктури та логістики [7]